# Molong
Molong är en ort i Australien. Den ligger i kommunen Cabonne och delstaten New South Wales, i den sydöstra delen av landet, omkring 230 kilometer väster om delstatshuvudstaden Sydney. Antalet invånare är 2 136.
Runt Molong är det mycket glesbefolkat, med 2 invånare per kvadratkilometer.. Molong är det största samhället i trakten. 
Trakten runt Molong består till största delen av jordbruksmark. Genomsnittlig årsnederbörd är 773 millimeter. Den regnigaste månaden är februari, med i genomsnitt 149 mm nederbörd, och den torraste är november, med 27 mm nederbörd.